# 氷壁
『氷壁』（ひょうへき）は、井上靖の長編小説。1956年2月24日から1957年8月22日まで朝日新聞に連載され、1957年に新潮社から単行本が刊行された。
切れるはずのないナイロンザイルが切れたために登山中に死亡した友人の死を、同行していた主人公が追う。1955年に実際に起きたナイロンザイル切断事件の若山五朗、北鎌尾根で遭難死した松濤明、芳田美枝子（奥山章夫人）ら複数のモデルがいる。友情と恋愛の確執を、「山」という自然と都会とを照らし合わせて描いている。

## あらすじ
新鋭登山家の魚津恭太は、昭和30年の年末から翌年正月にかけて、親友の小坂乙彦と共に前穂高東壁の冬季初登頂の計画を立てる。その山行の直前、魚津は小坂の思いがけない秘密を知る。小坂は、人妻の八代美那子とふとしたきっかけから一夜を過ごし、その後も横恋慕を続けて、美那子を困惑させているというのだ。
不安定な心理状態の小坂に一抹の不安を抱きつつも、魚津達は穂高の氷壁にとりつく。吹雪に見舞われる厳しい登攀のなか、頂上の直前で小坂が滑落。深い谷底へ消えていった。二人を結んでいたナイロンザイルが切れたのだ。必死に捜索するも小坂は見つからず、捜索は雪解け後に持ち越されることになった。
失意のうちに帰京する魚津。そんな思いとは裏腹に、世間では「ナイロンザイルは果たして切れたか」と波紋を呼んでいた。切れるはずのないザイル。魚津はその渦に巻き込まれていく。ナイロンザイルの製造元は、魚津の勤務する会社と資金関係があり、さらにその原糸を供給した会社の専務は、小坂が思いを寄せていた美那子の夫・八代教之助だった。
作品の途中で、小坂が愛したデュプラの詩が引用されており、本作品のテーマを漂わせている。
尚、この訳文は深田久弥が訳したものである。
そして最後では、小坂の妹かおるが、デュプラの詩を実現すべく、穂高に登りケルンを作って、小坂、魚津両名のピッケルを差し込む決心をする部分で終了している。

## 映画
大映東京/カラー　大映ビスタビション（ビデオ・DVD化）

### キャスト（映画）
- 魚津恭太 - 菅原謙二
- 八代美那子 - 山本富士子
- 小坂かおる - 野添ひとみ
- 小坂乙彦 - 川崎敬三
- 常盤大作 - 山茶花究
- 八代教之助 - 上原謙
- 小坂の母 - 浦辺粂子
- 上条信一 - 河原侃二

## テレビドラマ

### 1962年版
1962年1月9日から4月3日まで、フジテレビで放送。放送時間は
火曜日13:00 - 13:30。

#### キャスト（1962年版）
- 魚津恭太 - 小池朝雄
- 八代美那子 - 木村俊恵
- 小坂乙彦 - 山﨑努
- 八代教之助 - 中村伸郎

### 1967年版
1967年1月3日から5月23日まで、日本テレビで放映。全21話。放送時間は火曜21:30 - 22:00。前半部は映画監督の弓削太郎が演出したが、中村敦夫の大仰な演技をめぐってプロデューサーと対立し、途中で降板させられた。
提供スポンサーはサンスターシオノギ（サンスター歯磨＝現：サンスター）一社。

#### キャスト（1967年版）
- 魚津恭太 - 中村敦夫
- 八代美那子 - 有馬稲子
- 小坂乙彦 - 江原真二郎
- 八代教之助 - 芥川比呂志
- 小坂かおる - 姿美千子
- 常盤大作 - 三島雅夫

### 1972年版
1972年4月5日から5月3日までNHKで放映。全5話。脚本は倉本聰が担当。

#### キャスト（1972年版）
- 魚津恭太 - 原田芳雄
- 八代美那子 - 司葉子
- 小坂乙彦 - 村井国夫
- 八代教之助 - 森雅之
- 常盤大作 - 伊藤雄之助

### 2006年版
テレビドラマ版は時代設定を2005年に合わせ、設定も変更されている。原作で物語の中心になる事故の原因となった「ナイロンザイル」も、現在では「切断されることがある」こともわかっているため、事故の原因はカラビナに変更されている。また、主人公2人が挑むのも、穂高岳ではなくK2になった。ちなみに登場人物は八代美那子を除く全員がこの2006年版ドラマのオリジナルキャラクターである。
主演は玉木宏と山本太郎で、NECのパソコン・VALUESTARシリーズのCM共演俳優同士がそのままNHKのドラマに出演するということが話題になった。玉木宏はこの作品が連続ドラマ初主演となる。
NHKが、「土曜ドラマ」で2006年1月14日から2月25日まで放送。
※本来は「月曜劇場」枠で、2006年1-3月の10回シリーズで放送が予定されたが、一連の不祥事に伴う番組編成の見直しにより土曜ドラマの復活第1弾として放送された。これにより放送回数も6回に短縮されている。

#### キャスト（2006年版）
- 奥寺恭平 - 玉木宏
- 八代美那子 - 鶴田真由
- 北沢彰 - 山本太郎
- 八代智之 - 武田真治
- 北沢ゆかり - 吹石一恵
- 工藤敬一 - 高橋克実
- 室井秀彦 - 相島一之
- 松本照彦 - 矢島健一
- 森脇茂雄 - 石丸謙二郎[2]
- 工藤多喜子 - 小松みゆき
- 裁判長 - 藤田宗久
- 木村教授 - 浅見小四郎
- 南部大介 - 伊武雅刀
- 北沢秋子 - 吉行和子
- 八代哲夫 - 石坂浩二

#### スタッフ
- 原案 - 井上靖
- 脚本 - 前川洋一
- 音楽 - 村松崇継
- チーフプロデューサー - 佐野元彦、青木信也
- チーフディレクター - 長沖渉

#### 主題歌
- リベラ「彼方の光」

#### サブタイトル
- 第1回 「運命のザイル」
- 第2回 「生死を賭けた挑戦」
- 第3回 「愛と疑惑」
- 第4回 「裁かれたプライバシー」
- 第5回 「戻れないふたり」
- 最終回 「山男の伝説」